# Rooie Vrouwen in de PvdA

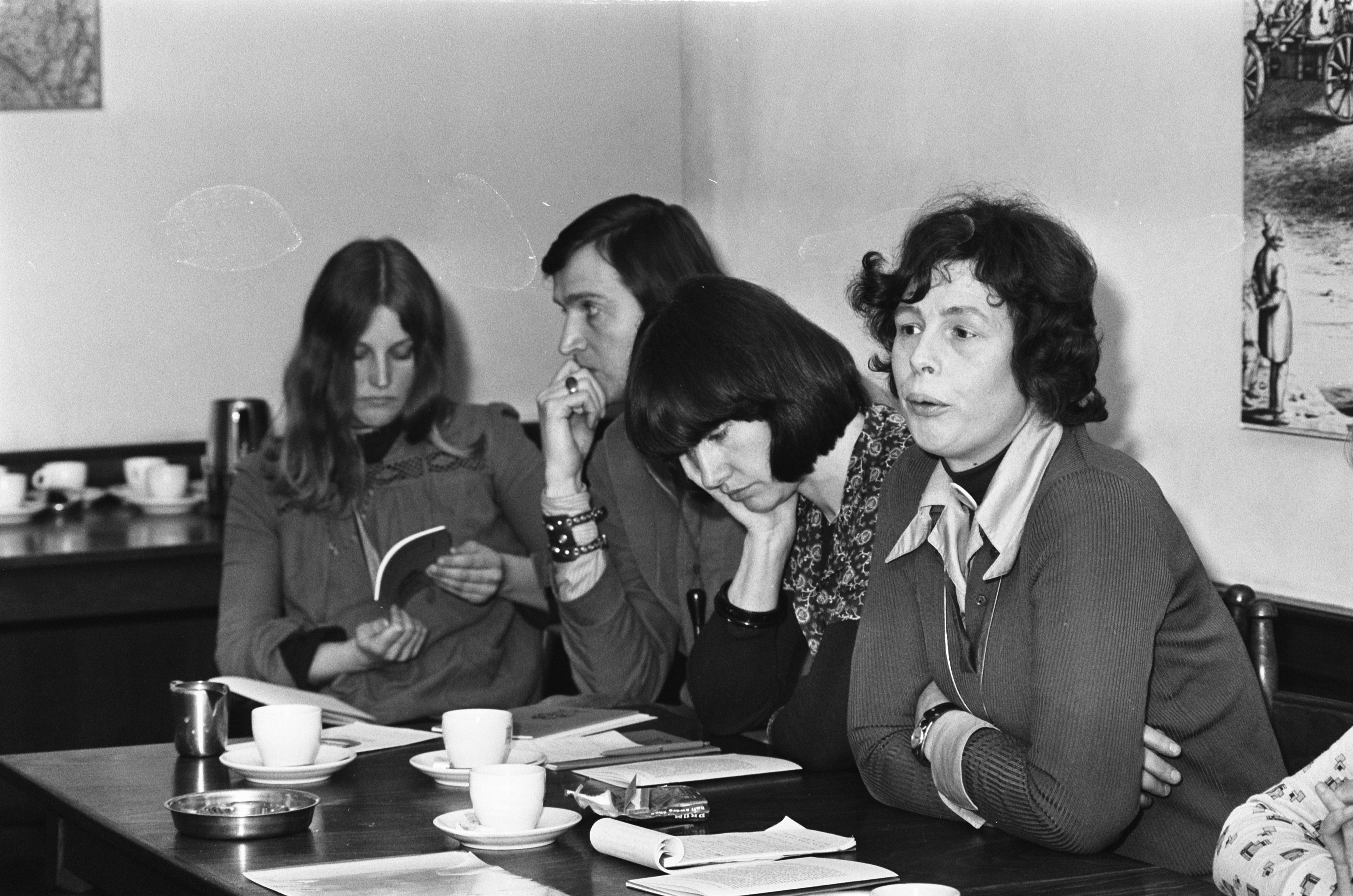
1975

Rooie Vrouwen in de PvdA was de naam van een vrouwenorganisatie van de Nederlandse Partij van de Arbeid.
Ze heette aanvankelijk Bond van Sociaal-Democratische Vrouwenclubs in de tijd van de SDAP, en vanaf 1969 Vrouwencontact in de PvdA. In 1975 werd dit Rooie Vrouwen in de PvdA.
Het was een vooral ook feministisch getinte groepering, die streed voor gelijke rechten en gelijke beloning, evenals voor de herverdeling van arbeid en macht, dit laatste ook binnen de PvdA.
De groep kwam in 1976 nadrukkelijk in het nieuws door een bezetting van de abortuskliniek Bloemenhove in Heemstede, die toenmalig minister van Justitie Dries van Agt wilde sluiten.
In 1995 liep het zelfstandige bestaan ten einde, doordat de organisatie in de PvdA geïntegreerd werd; in eerste instantie onder de naam Rosa-vrouwen-project. De reden voor de opheffing was dat grotere deelname van vrouwen in de politiek een zaak was voor de gehele partij en niet alleen voor een vrouwenorganisatie.
Vanaf 2000 werd dit het PvdA-Vrouwennetwerk (PVN) om daarna VIP te heten. 
Vanaf 2017 veranderde het PvdA-Vrouwennetwerk de naam naar Rooie Vrouwen in de PvdA. 
De 'Rooie Vrouwen' is toegankelijk voor alle vrouwen, mannen en anderen die zich betrokken voelen bij de partij. De 'Rooie Vrouwen' is dé feministische organisatie binnen de PvdA. Zij streeft naar emancipatie en participatie van alle vrouwen, mannen en andere identiteiten in een samenleving, die gebaseerd is op vrijheid en gelijkheid in verscheidenheid. 
Samenwerking met vrouwen uit andere partijen is gebundeld in het Politiek Vrouwen Overleg (PVO).

## Bekende leden
Enkele namen van bekende leden:
- Pijkel Schröder, de eerste voorzitter.
- Hedy d'Ancona
- Mieke van der Burg
- Geke Faber
- Ien van den Heuvel
- Jeltje van Nieuwenhoven
- Eveline Herfkens
- Elske ter Veld
- Madzy Rood-de Boer
- Liesbeth den Uyl
- Mariëtte Hamer
- Hilda Verwey-Jonker
- Wijnie Jabaaij
- Tineke Netelenbos
- Ien Dales
- Margo Vliegenthart